# Sätra Bruk AB
Sätra Bruk AB är ett företag med verksamhet i form av skogsbruk, jordbruk, drift av tre mindre vattenkraftverk samt gäst- och konferensverksamhet. Sedan 1935 ägs Sätra Bruk AB av Stiftelsen Allmänna Barnhuset.